# Ringturm
Der Ringturm ist ein markantes Hochhaus in prominenter Lage in Wien, in dem sich die Zentrale der Vienna Insurance Group befindet. Er wurde von 1953 bis 1955 nach Plänen von Erich Boltenstern am Schottenring innerhalb der Wiener Ringstraße erbaut und befindet sich an der Haltestelle Schottenring der Wiener Linien. Der 73 Meter (93 Meter Höhe inklusive der Wetterlichtsäule) hohe Ringturm galt als innovatives Projekt für den Wiederaufbau der Stadt, als Zeichen der aufstrebenden Kapitalwirtschaft der westlichen Besatzungszonen und „erhobener Zeigefinger in Richtung der rückständigen, russisch besetzten Zone auf der anderen Seite des Donaukanals“. Zunächst war daran gedacht, auf beiden Seiten des Schottenrings je ein Hochhaus zu errichten – „quasi ein Tor zur Zukunft“. Nach 1955 wurde die Idee zur Errichtung eines zweiten Turms jedoch verworfen.
Das Gebäude, welches vorher auf diesem Grundstück stand, war das einzige des gesamten Schottenrings, das im Zweiten Weltkrieg zerstört wurde. Der Ringturm mit seinen 23 Stockwerken und seinem 20 Meter hohen Wetterleuchtturm ist der zweithöchste Bau innerhalb der Wiener Ringstraße. Höher ist nur der im gotischen Stil erbaute Stephansdom. In dem Bürohochhaus stehen insgesamt 12.000 Quadratmeter Nutzfläche zur Verfügung. Die Fassade und Teile des Ringturms wurden 1996 renoviert.

## Veranstaltungen
Seit 1998 wird im Eingangsbereich bei freiem Eintritt die Ausstellungsreihe „Architektur im Ringturm“ über Architektur aus Österreich und Zentral- und Osteuropa gezeigt. Im Ringturm wurden unter anderem die ORF-Sendungen Lebens-Künstler mit Helmut Zilk und Kabarett im Turm aufgezeichnet.

## Name
In einem Wettbewerb wurde für das damals sehr moderne Bürohochhaus ein Name gesucht. Unter 6.502 Einsendungen wurde der Name „Ringturm“ gewählt. Es kamen unter anderem Vorschläge wie City-Haus, Gutwill-Haus, Haus der Gegenseitigkeit, Hoch-Eck, Neues Hochhaus, Sonnblick-Haus, Versicherungs-Hochhaus, Vindobona-Haus oder Weitblick-Haus der kreativen Bevölkerung der Nachkriegszeit. Einer der Einsender des Namens „Ringturm“ wurde mit einem Ehrenhonorar von 2.000 Schilling belohnt.

## Wetterleuchtturm

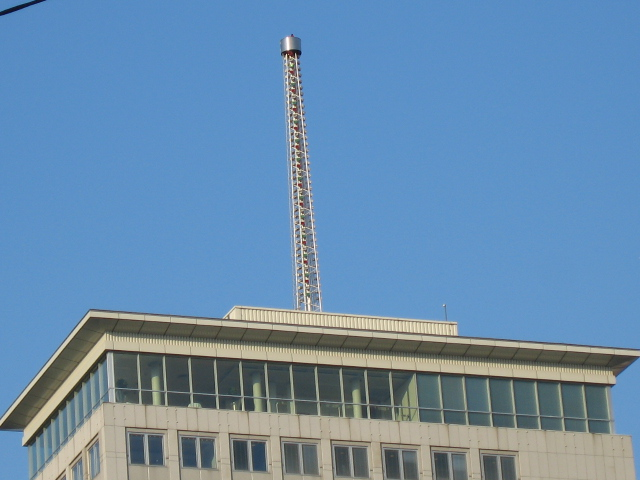
Wetterleuchtturm, gesehen von der Ringstraße

Auf dem Dach befindet sich der 20 Meter hohe Wetterleuchtturm, der mit 117 Leuchten (je 39 weiße, rote und grüne) in verschiedenfarbigen und teilweise bewegten oder blinkenden Lichtsignalen die Wettertendenz für den kommenden Tag anzeigt.
Diese Lichtsäule ist direkt mit der ZAMG (Zentralanstalt für Meteorologie und Geodynamik) auf der Hohen Warte in Wien verbunden. An der Spitze trägt sie zusätzlich 2 rote Flugsicherungsleuchten
Bedeutung der Signale:
- rot aufsteigend  = Temperatur steigend
- rot absteigend   = Temperatur fallend
- grün aufsteigend = Wetterlage wird besser
- grün absteigend  = Wetterlage wird schlechter
- grün gleichbleibend = Wetterlage bleibt gleich
- rot blinkend     = Warnung Gewitter oder Sturm
- weiß blinkend    = Schnee oder Glatteis

## Ringturmverhüllung

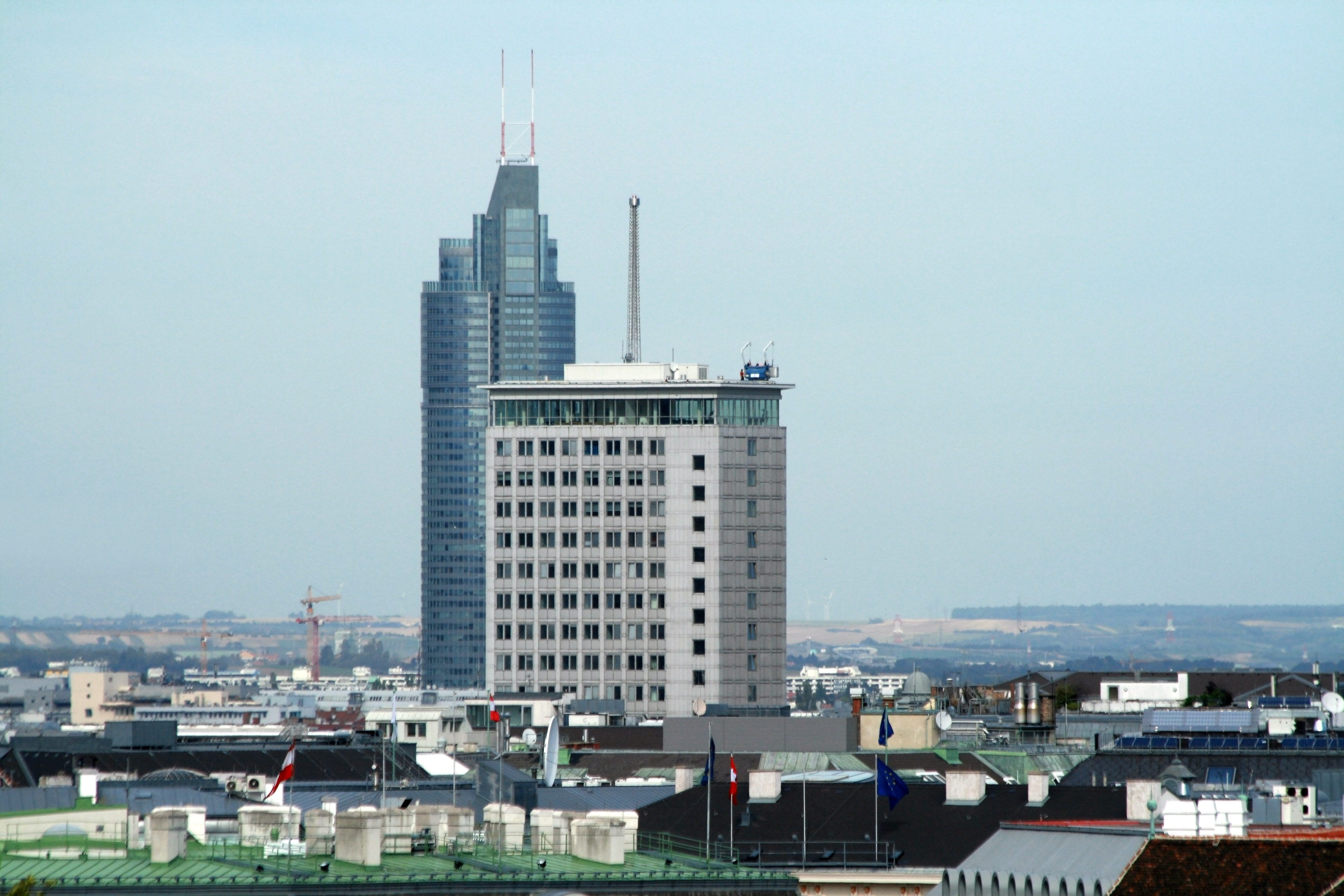
Ringturm, im Hintergrund der Millennium Tower

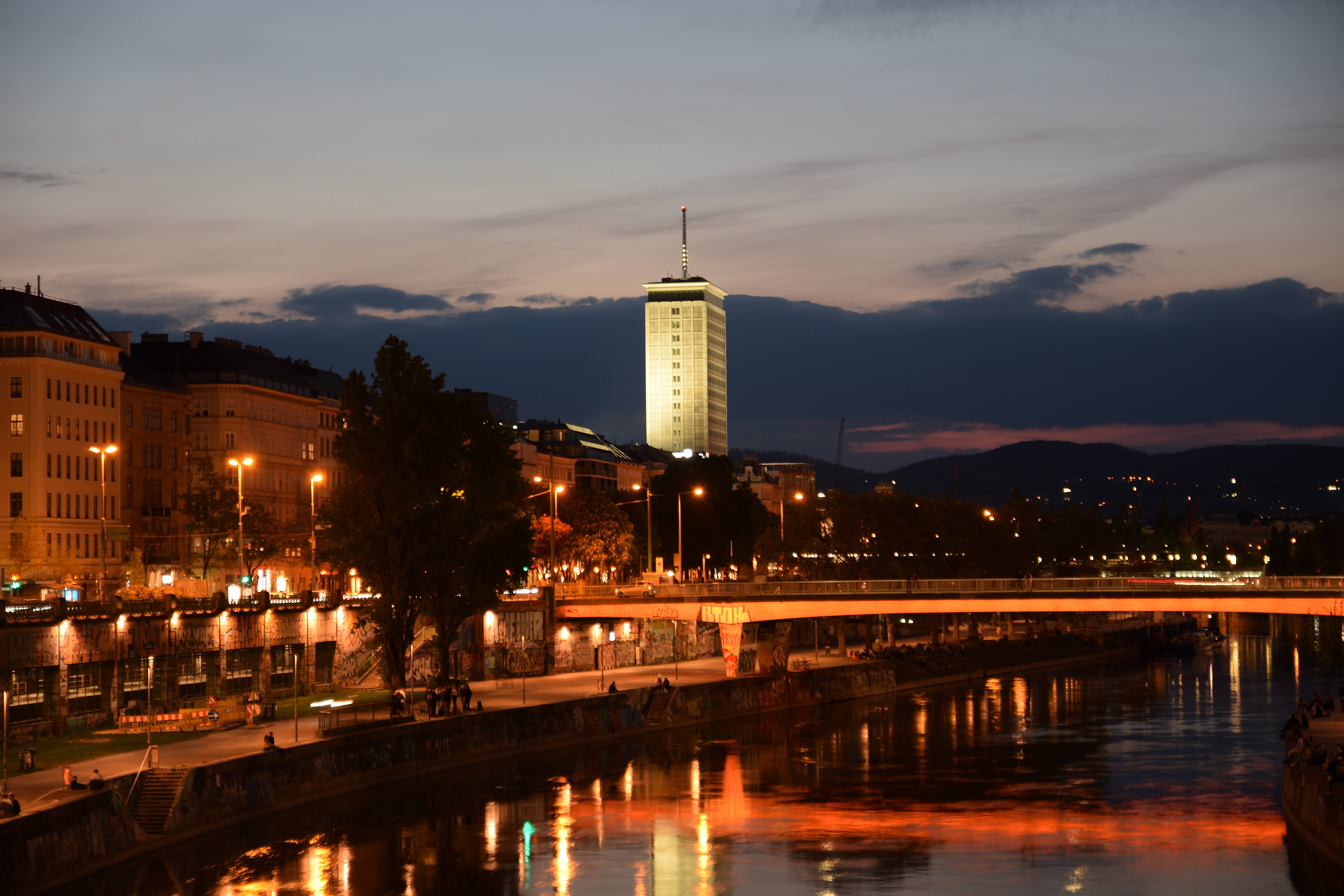
Wiener Ringturm bei Nacht

Seit dem Jahr 2006 wird der Ringturm jährlich wechselnd in einen „Kunst Turm“ verwandelt, indem die Gebäudefassade sommers mit bedruckten Bahnen umhüllt wird. Die Verhüllung besteht aus 30 bedruckten vertikalen Netzbahnen mit rund 3 Meter Breite und 63 bzw. 36 Meter Länge; die resultierende Fläche beträgt rund 4.000 Quadratmeter.
Die bisherigen Kunstprojekte:
| Jahr                                                                          | Beschreibung | Lichtbild |
| ----------------------------------------------------------------------------- | --- | --------- |
| 2006                                                                          | Don Giovanni von Christian Ludwig Attersee (aus Anlass des Mozartjahrs)                                                    |           |
| 2007                                                                          | Turm des Lebens von Robert Hammerstiel                                                                                     |           |
| 2008                                                                          | Turm in Blüte von Hubert Schmalix (Blumenstillleben)                                                                       |           |
| 2009                                                                          | 2009 und 2010 wurde die Verhüllung aufgrund der Finanzkrise ausgesetzt.                                                    | /         |
| 2010                                                                          | 2009 und 2010 wurde die Verhüllung aufgrund der Finanzkrise ausgesetzt.                                                    | /         |
| 2011                                                                          | Familiensinn von Xenia Hausner                                                                                             |           |
| 2012                                                                          | Gesellschaft des ungarischen Künstlers László Fehér                                                                        |           |
| 2013                                                                          | Verbundenheit der slowakischen Künstlerin Dorota Sadovská                                                                  |           |
| 2014                                                                          | Schleier der Agnes von Arnulf Rainer 16. Juni bis 17. September – erstmals mit Begleitausstellung 16. Juni – 11. Juli 2014 |           |
| 2015                                                                          | Sommerfreuden der kroatischen Künstlerin Tanja Deman                                                                       |           |
| 2016                                                                          | Sorgenfrei des tschechischen Künstlers Ivan Exner                                                                          |           |
| 2017                                                                          | Weitblick des serbischen Künstlers Mihael Milunovic                                                                        |           |
| 2018                                                                          | I saw this von Gottfried Helnwein                                                                                          |           |
| 2019                                                                          | Zukunftsträume der bulgarischen Künstlerin Daniela Kostova                                                                 |           |
| 2020                                                                          | 2020 und 2021 wurde die Verhüllung aufgrund der COVID-19-Pandemie ausgesetzt.                                              | /         |
| 2021                                                                          | 2020 und 2021 wurde die Verhüllung aufgrund der COVID-19-Pandemie ausgesetzt.                                              | /         |
| 2022                                                                          | Miteinander der ungarischen Künstlerin Dóra Maurer                                                                         |           |
| 2023                                                                          | Wandernde Eisberge von der slowenischen Künstlerin Vanja Bućan                                                             |           |
| 2024                                                                          | Mit den besten Zutaten von der österreichischen Künstlerin Johanna Kandl                                                   |           |
| 2025                                                                          | Verbindende Geschichten vom Krakauer Künstler Marcin Maciejowski                                                           |           |
| Commons : Ringturm-Verhüllung – Sammlung von Bildern, Videos und Audiodateien | |           |